# Transdutor
Transdutor é um dispositivo utilizado em conversão de energia de uma natureza para outra. 
Na prática, transdutor é um dispositivo que utiliza uma natureza de energia, que pode ser elétrica, mecânica, ótica, térmica, entre outros. Gerando assim um ou mais tipos de  energia. Transdutores são geralmente utilizados para constituir sensores, estimuladores audiovisuais, etc. O uso em sensores é importantíssimo e seu objetivo é poder trabalhar com uma variável mais facilmente quantificada. Um exemplo é o tubo capilar interno de um termômetro de bulbo, que permite a expansão do mercúrio para aferir a temperatura desejada.

## Exemplos de transdutores
- Alto-falante
- Antena
- Cápsula fonocaptora
- Célula fotoeléctrica
- Captador
- Dínamo
- Fotocélula
- Gerador

- LVDT
- Microfone
- Motores
- Extensômetro
- Termômetro
- Termopar